# District de Donoso
Pour les articles homonymes, voir Donoso.
Le district de Donoso est l'une des divisions qui composent la province de Colón, au Panama. Au recensement de 2010, il comptait 10 117 habitants. Sa capitale est San Miguel de la Borda.

## Histoire
Il a été fondé en 1858 (bien qu'il ait été ratifié par la loi en 1864) comme un district du département de Cocle, ayant pour capitale la ville de Boca de Cocle. Plus tard, en 1879, sa capitale a été transférée à Miguel de la Borda et en 1880, l'ensemble du district a été transféré au département de Colón (aujourd'hui la province de Colón).
Le 20 février 2018, une partie de son territoire a été séparée pour créer le district spécial Omar Torrijos Herrera.

## Division politico-administrative
Elle est composée de cinq corregimientos :
- Miguel de la Borda
- Coclé del Norte
- El Guásimo
- Gobea
- Río Indio

## Crédit d'auteurs
- (es) Cet article est partiellement ou en totalité issu de l’article de Wikipédia en espagnol intitulé « Distrito de Donoso » (voir la liste des auteurs).